# 賀柏站
賀柏站（Hop haldeplass）是卑爾根輕鐵1號線的車站。位於法納鎮的納斯頓馬路（Nesttunvegen，縣道582號）上。車站沿用舊沃斯線中的原名—雖然現時位置與舊車站並不相同。
本站是前往葛利格博物館「特羅豪根」（Troldhaugen）的下車站，稍沿納斯頓馬路向北行至路口轉入特羅豪根馬路約20分鐘便可到達。列車上的到站提示也採用了他的《a小調鋼琴協奏曲》第1樂章開始時的首3小節旋律樂句。

## 車站構造
採用標準的側式月台兩座，全長為約50米，全以右側上落。本站沿用開站時以路軌編號作為月台編號，靠近納斯達馬路一方為1號月台，靠向山建於原來的行人路上，而2號月台則靠近納斯達湖。月台中央部份為有蓋候車亭，設有多功能售票機、LED屏幕顯示屏及一張候車座椅，前後端皆為露天部份，同樣設有多張候車座椅及垃圾桶。
| 月台 | 路線    | 目的地         |
| ---- | ------- | -------------- |
| 1    | 1 1號線 | 卑爾根機場方向 |
| 2    | 1 1號線 | 城市公園方向   |

## 車站藝術
在車站東南方約300米，納斯達湖的湖角草叢中，豎立了一座稱為「白色兔子」（The White Rabbit）的戶外雕塑，由當地藝術家Rachel Dagnall及Anita Hillestad所創作，作為卑爾根市政府為1號線通車時所委托的「輕鐵藝術」之一。該雕塑以纖維玻璃製成，原置於奧斯陸的地鐵站內，2010年遷移至此。擁有權屬卑爾根市政府。

## 相鄰車站
卑爾根輕鐵
-   1   1號線

樂園 - 賀柏 - 納斯頓

## 外部連結
- 卑爾根輕鐵賀柏站電子時間表 （页面存档备份，存于）
- Kode有關前葛利格博物館的交通指引 （页面存档备份，存于）（英文）